# Woluwe-Saint-Lambert
Woluwe-Saint-Lambert (en neerlandès: Sint-Lambrechts-Woluwe) és una de les 19 comunes de la Regió de Brussel·les-Capital.
Tenia 47845 habitants l'1 de gener de 2005 per una superfície de 7,67 km², donant una densitat de 7 245 habitants/km². Està situada a l'est de l'aglomeració brussel·lesa.
Limita amb les communes brussel·leses d'Evere, d'Etterbeek, de Schaarbeek i de Woluwe-Saint-Pierre, així com les de Kraainem i Zaventem.